# Droga wojewódzka 528
Die Droga wojewódzka 528 (DW 528) ist eine 28 Kilometer lange Droga wojewódzka (Woiwodschaftsstraße) in der polnischen Woiwodschaft Ermland-Masuren, die Orneta und Morąg verbindet. Sie liegt im Powiat Lidzbarski und im Powiat Ostródzki.

## Straßenverlauf
Woiwodschaft Ermland-Masuren, Powiat Lidzbarski, Gmina Orneta
- 00 km  Kreisverkehr, Orneta (Wormditt) (DW 507)

Woiwodschaft Ermland-Masuren, Powiat Ostródzki, Gmina Miłakowo
- 06 km  Brücke (Pasłęka)
- 06 km  Głodówko (Karneyen)
- 14 km  Miłakowo (Liebstadt) (DW 593)
- 16 km  Warny (Warnenhof)
- 18 km  Stare Bolity (Bolitten)

Woiwodschaft Ermland-Masuren, Powiat Ostródzki, Gmina Morąg
- 21 km  Niebrzydowo Wielkie (Groß Hermenau)
- 25 km  Jurki (Georgenthal)
- 27 km  Plebania Wólka (Pfarrsfeldchen)
- 28 km  Morąg (Mohrungen) (DW 527)